# OR-201
O OR-201, também designado Kasda OR-201 Modelo 76 ou M-76 para abreviar, é um capacete de combate de origem israelense. Desenvolvido na década de 1970, o OR-201 foi um dos primeiros capacetes balísticos do mundo. Posteriormente, foi exportado em grande escala e tem sido usado por muitas forças armadas em todo o mundo; incluindo o Brasil.

## História e desenvolvimento
O capacete OR-201 foi desenvolvido no início dos anos 1970 pela empresa privada israelense Orlite Engineering Company (agora Orlite Industries Ltd) de Ness Ziona perto de Tel-Aviv, e é o resultado direto da experiência adquirida com os tipos de aço - o capacete britânico Brodie, o capacete modificado Mark II/Mark III, o capacete RAC Mk II com jugular de arnês de salto (usado por pára-quedistas e semelhante aos capacetes de pára-quedista HSAT Mk II/Mk III), o capacete M1 americano, e capacete francês Modèle 1951 - anteriormente usado pela infantaria israelense e tropas aerotransportadas do final dos anos 1940 até meados dos anos 1970 e início dos anos 1980.

### Variantes

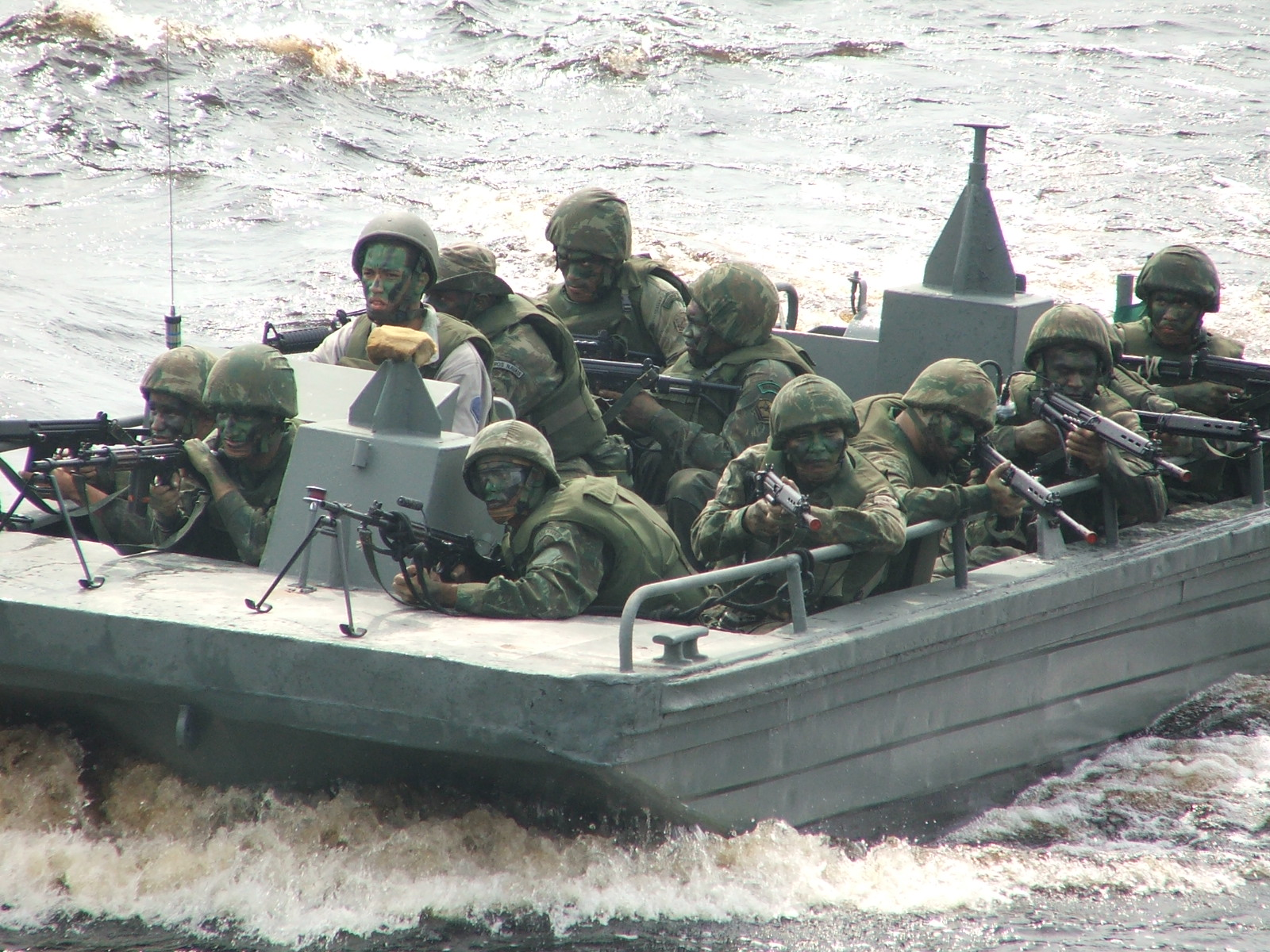
Fuzileiros navais do Brasil usando capacetes OR-201 com camuflagem de tecido.

#### Modelo 76
O protótipo apresentado em 1976 pela Orlite consistia em um casco redondo de plástico reforçado com fibra de vidro (glass-reinforced plastic, GRP) de 8mm de espessura, feito de plástico com reforço de fibra de vidro colocadas em uma resina de etilcelulose sob alta pressão. Ele tinha uma faixa de aro de borracha preta de 10mm de espessura e sete rebites de metal - um colocado na frente, quatro nas laterais e dois na parte de trás - para prender um forro de capacete do tipo "berço". Como o nome indica, consiste em três tiras cruzadas de tecido sintético verde-cáqui de 25mm presas a uma faixa da cabeça bege muito clara (ou faixa de suor) que é ajustada dentro de uma almofada de quatro almofadinhas internas de espuma de neoprene preto de alta densidade - duas na lateral, uma frontal e uma traseira – que ajudam a fixar o capacete na cabeça do usuário, ao mesmo tempo em que fornecem uma capacidade de absorção de impacto e choque. A suspensão do forro é ajustável de médio a grande usando uma fivela de metal na parte traseira.
Copiado do arnês do capacete do pára-quedista HSAT Mk II, o sistema de tira do queixo é encaixado diretamente no casco do capacete em três pontos por anéis retangulares de metal; feito de lona sintética verde-cáqui de 20mm, o arnês é equipado com duas fivelas de fricção de metal nas tiras do queixo e é reforçado por um protetor do queixo integral em couro bege.
Com um peso de 1,65kg, o OR-201 é leve, confortável e resistente, sendo capaz de deter uma bala de 9mm a curta distância. Capacetes de produção, incluindo aqueles feitos para o mercado de exportação, geralmente vinham com acabamento cáqui-cinza, cáqui-marrom ou cáqui-verde.

#### Modelo 76-85

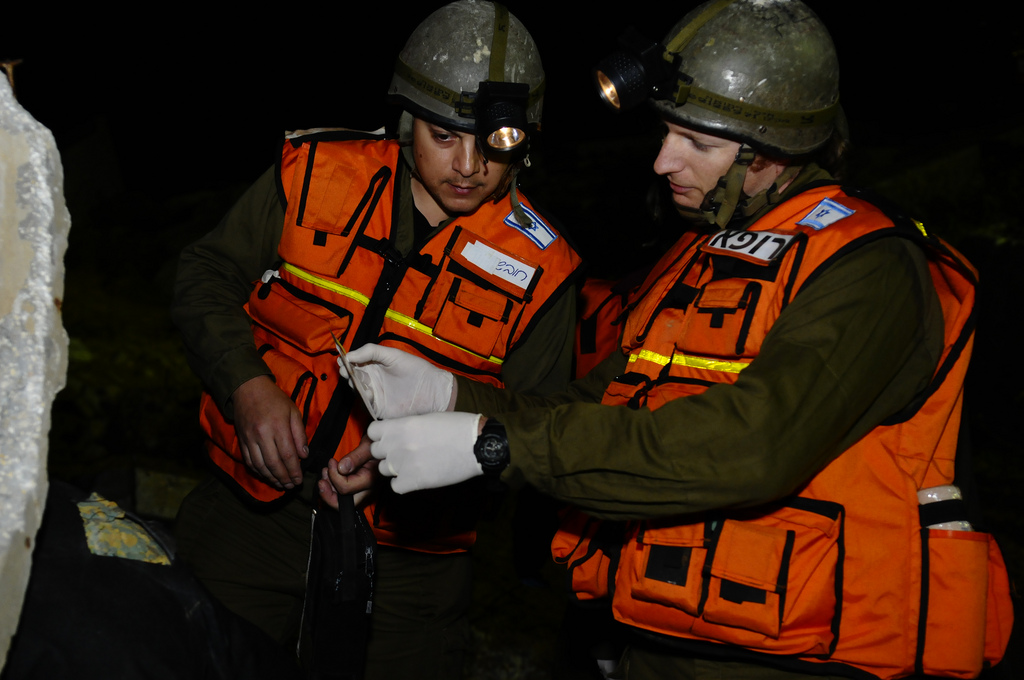
Serviço de socorro israelense com capacetes OR-201.

Este capacete, também designado M76/85, OR 202-76 ou OR-402, foi introduzido em 1985 como uma variante melhorada do Modelo 76 anterior, que consiste em uma peça única de estrutura composta formada de nylon balístico ou fibra de vidro reforçada e Kevlar plástico que pesa 1,65kg. Ao contrário de seu antecessor, o modelo 76-85 tinha seu interior forrado inteiramente por tecido de fibra de vidro bege claro e um disco de neoprene amortecedor de 60mm de diâmetro colocado na parte interna. O capacete é equipado com uma nova versão do forro do tipo "berço", agora composto por três tiras cruzadas de tecido sintético preto de 25mm presas a uma faixa de suor marrom claro e apresenta um novo sistema de tira ajustável de nylon verde oliva de 20mm fornecido com um fivela de plástico de liberação rápida apoiada por uma peça de couro triangular bege claro para proteger o rosto do usuário. Um conjunto de tiras de reforço de couro bege claro é costurado ao redor das tiras do queixo, pois, ao contrário de seu antecessor, o arnês do Modelo 76-85 não é reforçado por um protetor do queixo de couro integral.

#### OR-404
Uma versão atualizada do OR-201 desenvolvido e fabricado pela Hagor Industries Ltd de Kiryat Aryeh, Petah Tikva, a leste de Tel Aviv, foi introduzido em meados da década de 1990 e comercializado como Capacete Balístico Militar FDI Hagor (Hagor IDF Ballistic Military Helmet, IIIA). Ao contrário de seus predecessores compostos Modelo 76 e Modelo 76-85, o casco OR-404 é inteiramente construído em Kevlar capaz de resistir a estilhaços e balas disparadas de armas leves e pesa 1,10kg. É equipado com um forro de capacete preto acolchoado do tipo "berço" preso ao casco por sete rebites e possui um sistema avançado de alça ajustável de náilon preto com fivela de plástico preto de liberação rápida e um conjunto de tiras de reforço de couro preto costuradas ao redor das juntas e tiras do queixo no arnês. Os capacetes de produção geralmente vinham com acabamento texturizado cáqui-areia.

#### Série RBH 100
Além da Orlite e Hagor, outra empresa privada israelense que fabrica suas próprias variantes do OR-201 é a Rabintex Industries Ltd de Herzeliya, perto de Tel Aviv, que é responsável pelos capacetes modernizados da "série 100" - os modelos RBH 101, RBH 102 e RBH 103. Eles são quase idênticos aos capacetes originais Modelo 76 e Modelo 76-85, diferindo apenas em alguns pequenos detalhes, como o sistema de tiras, cujos arneses não possuem uma proteção do queixo de couro integral e continham um conjunto secundário de tiras de lona sintética ou reforço de nylon costuradas nas juntas e nas tiras do queixo. O material utilizado em sua construção também varia de acordo com o modelo – o leve RBH 101 é feito em nylon balístico e pesa 750g, o RBH 102 é feito em fibra de vidro reforçada (GRP) e pesa 1,46kg, e o RBH 103 mais pesado é feito inteiramente de Kevlar que pesa 1,50kg. Todos esses modelos da "série 100" são resistentes a impactos e choques e oferecem proteção contra estilhaços. Os capacetes de produção geralmente vinham com acabamento ocre texturizado, embora os capacetes RBH 103 exportados para o Chile fossem pintados em verde-oliva liso.

## Uso em combate

### Israel

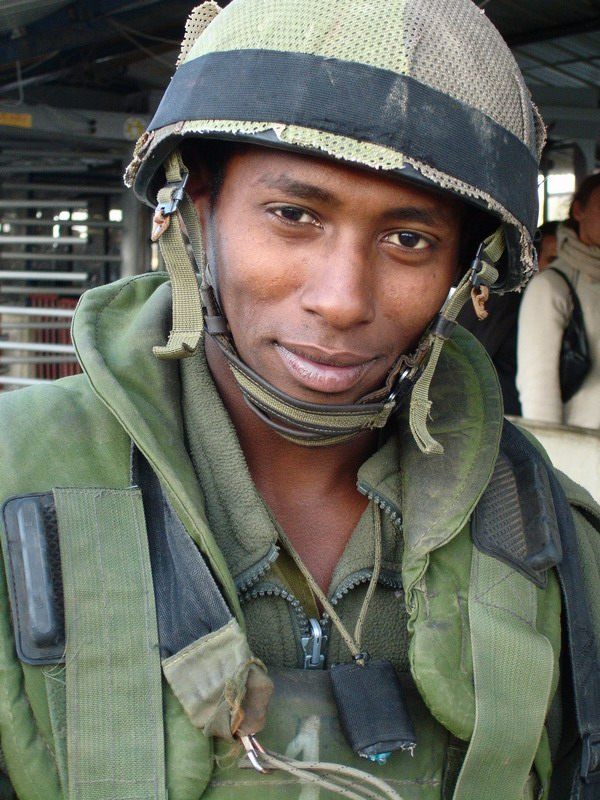
Soldado israelense usando um capacete OR-201 perto de Nablus, abril de 2006.

O capacete de combate OR-201 fez sua estreia operacional durante a famosa incursão a Entebbe em julho de 1976 e foi introduzido no ano seguinte pelas forças israelenses, embora seu uso maciço pelas tropas israelenses tenha ocorrido apenas durante o conflito no sul do Líbano em 1978 e a subsequente invasão israelense do Líbano em junho de 1982.

### Oriente Médio
Durante a Guerra Civil Libanesa, as milícias pró-israelenses no Líbano, as Forças Cristãs Libanesas (FL) e o Exército do Sul do Líbano (ESL) também começaram a receber o OR-201 Modelo 76 em quantidades substanciais para equipar suas tropas no final dos anos 1970, com exemplares capturados eventualmente chegando às mãos de milicianos de outras facções libanesas ao longo dos anos 1980 e 1990. Evidências fotográficas tiradas na época mostram o capacete de combate israelense sendo usado por combatentes da Brigada Marada cristã, do Movimento Amal xiíta e do Hezbollah, o Exército Popular de Libertação druso (EPL), do Partido Social Nacionalista Sírio (PSNS), e até mesmo o Exército Libanês. Este último herdou um grande estoque de capacetes OR-201 deixados pelas milícias FL e ESL após 1990 e 2000, sendo posteriormente redistribuídos para o Regimento Comando Libanês, o Regimento de Contra-sabotagem, o Regimento Paraquedista Libanês e a Brigada da Guarda Republicana.

### Ásia
O Exército do Sri Lanka adotou nas décadas de 1980 e 1990 o capacete OR-201 para suas unidades de infantaria, comandos e forças especiais que lutavam contra a insurgência dos Tigres de Libertação de Tamil Eelam (LTTE) durante a Guerra Civil do Sri Lanka (1983-2009). A Índia adquiriu quantidades limitadas do capacete OR-201 para as unidades das forças especiais indianas.

### África
A Força de Defesa Sul-Africana (SADF) adotou em 1983 o capacete de combate OR-201 Modelo 76 como SA M83, o qual foi empregado em combate pelos Pára-quedistas e Recce Commandos (Comandos de Reconhecimento) durante a Guerra da Fronteira Sul-Africana. Além da África do Sul, quantidades limitadas do capacete OR-201 também foram fornecidas às forças armadas do Egito e Gana.

### América Latina

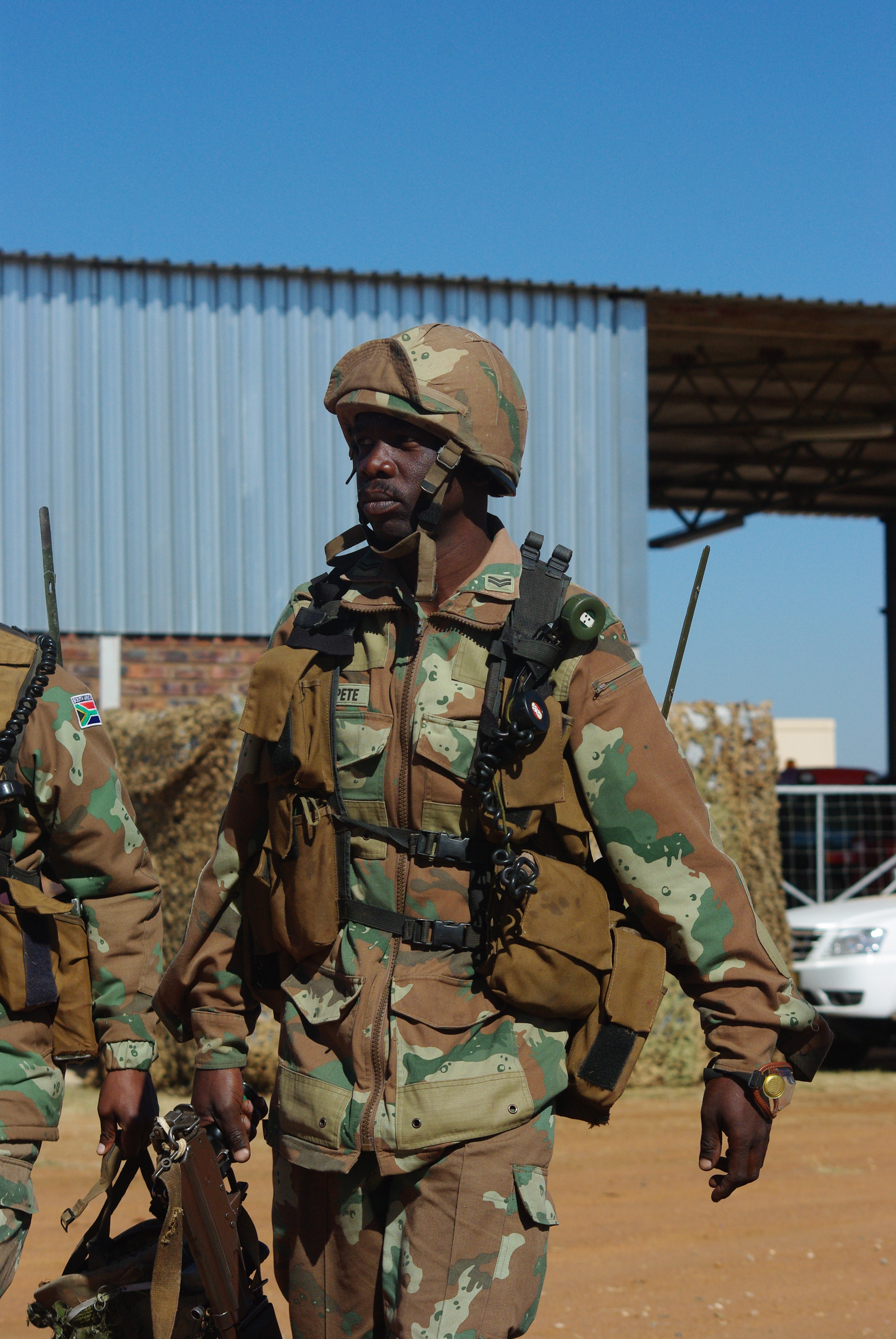
Paraquedista sul-africano usando a versão SA M83 do capacete OR-201 no Roodewal Weapons Range, 9 de maio de 2013.

O capacete OR-201 começou a ser comercializado para receptores estrangeiros de ajuda militar israelense no final dos anos 1970 e início dos anos 1980, e o primeiro país latino-americano a recebê-lo foi a Nicarágua em 1977-78. Com a adoção de armas leves e equipamentos de fabricação israelense em 1976, o regime de Somoza encomendou quantidades substanciais do OR-201 Modelo 76 para equipar as unidades de elite e infantaria de sua Guarda Nacional da Nicarágua. Mais tarde, durante a Revolução Nicaraguense de 1978-79, os capacetes OR-201 capturados também foram usados pelos guerrilheiros da Frente Sandinista de Libertação Nacional (FSLN).
A Guatemala também recebeu o OR-201 Modelo 76 para a Brigada Pára-quedista e os Kaibiles do Exército da Guatemala, enquanto o Equador o adotou para suas tropas do Corpo de Infantaria Naval e o Peru adquiriu capacetes Rabintex RBH-103 para equipar seu Exército e Unidades Infantaria Naval. Devido aos embargos de armas impostos pelos Estados Unidos nas décadas de 1970 e 1980 a vários países latino-americanos devido à natureza repressiva de seus regimes militares, Israel interveio e forneceu desde meados da década de 1970 capacetes de combate OR-201 Modelo 76 e Modelo 76-85 para o México,  El Salvador, Honduras, Colômbia, Venezuela, Equador, Chile, Paraguai e Uruguai. O Corpo de Fuzileiros Navais do Brasil e a Brigada Paraquedista testaram uma versão nacional do OR-201 dos anos 1970. O modelo provou-se muito pesado (1,650g) e foi rejeitado pelo Exército. Apesar da produção ser interrompida, os paraquedistas usaram o capacete até os anos 1980. O Corpo de Fuzileiros Navais manteve estes OR-201 até 2009, quando foi substituído por um capacete de fabricação nacional no estilo do PASGT americano. Uma característica do modelo dos fuzileiros foi o distintivo de latão colocado na fronte do capacete com o emblema da âncora e fuzis cruzados e a inscrição "Fuzileiros Navais / Marinha do Brasil".

### Europa
O Exército Irlandês adotou no início dos anos 1980 o OR-201 Modelo 76-85 em nylon balístico e o distribuiu para unidades de infantaria no país desdobradas em operações de contra-insurgência ao longo das áreas de fronteira com a Irlanda do Norte durante a guerra civil ou aqueles servindo no exterior com o contingente irlandês da missão de manutenção da paz da Força Interina das Nações Unidas no Líbano (UNIFIL) no sul do Líbano. Às vezes, eles eram usados com capas de capacete verde-oliva ou camuflada. Com a adoção do uniforme de camuflagem do Exército Irlandês Moderno no início dos anos 2000, o modelo 76-85 começou a ser retirado de serviço e em 2012 foi finalmente retirado de circulação, substituído por outro modelo israelense, o capacete de combate Rabintex RBH 303IE em plástico Kevlar.
O Corpo de Fuzileiros Navais de Portugal adotou o modelo Rabintex RBH 103 no início dos anos 1990, o qual permanece em uso.
O Exército Romeno também adotou o capacete de combate OR-201 em meados da década de 1990, substituindo os tipos de aço mais antigos que remontam aos períodos da Segunda Guerra Mundial e da Guerra Fria.

## Usuários

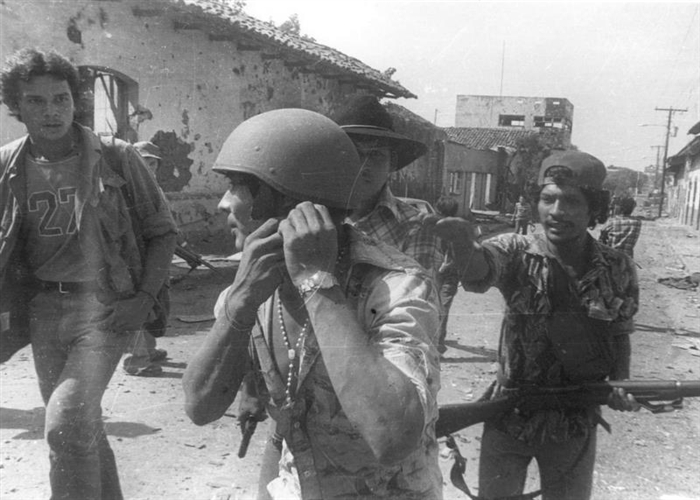
Rebelde sandinista usando um capacete OR-201 capturado, em León, na Nicarágua, em julho de 1979.

- África do Sul
- Brasil
- Colômbia
- Equador
- El Salvador
- Egito
- Gana
- Guatemala
- Honduras
- Índia
- Israel
- Líbano
- México
- Palestina
- Peru
- Portugal
- Sri Lanka
- Venezuela
- Romênia
- Uruguai

### Usuários não-estatais
- Hezbollah: Capacetes capturados usados pelas Forças Libanesas, ESL e FDI.[17]
- Hamas: Brigadas Izz ad-Din al-Qassam, capacetes capturados usados pelas FDI e PNSF.
- Palestina: Facções armadas da OLP na Faixa de Gaza e na Cisjordânia, capacetes capturados das FDI e PNSF.

### Usuários civis
- Israel: Comando da Frente Interna
- Cruz Vermelha Libanesa

### Ex-usuários

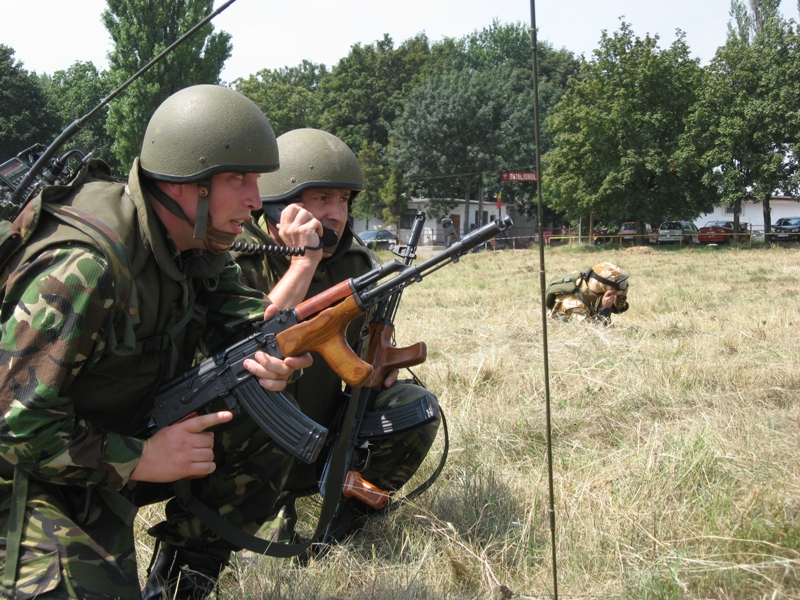
Soldados romenos do 151º Batalhão de Infantaria usando capacetes OR-201 realizando exercícios de treinamento.

- Soldados romenos do 151º Batalhão de Infantaria usando capacetes OR-201 realizando exercícios de treinamento. Movimento Amal: Usou capacetes capturados das Forças Libanesas, SLA e IDF entre 1983-1990.
- Irlanda: Usado pelas Forças de Defesa Irlandesas[32] - Removido de circulação em 2012 e substituído pelo capacete de combate Rabintex RBH 303IE.
- Chile: Capacetes Rabintex RBH-103 usados pelo Exército chileno, juntamente com capacetes Rabintex RBH-303 Golfo.[10]
- Brigada Marada: Capacetes capturados das Forças Libanesas entre 1982-1990.
- Nicarágua: Capacetes Orlite OR-201 Modelo 76 usados pela Guarda Nacional entre 1977-79.[25][26]
- Forças Libanesas: Capacetes Orlite OR-201 Modelo 76 fornecidos por Israel usados entre 1978-1994.
- Paraguai: Usado pelo Exército Paraguaio - Orlite Modelo 76-85 retirado de circulação e substituído desde a década de 1990 pelo PASGT.
- Exército Popular de Libertação (Líbano): Usou capacetes capturados das Forças Libanesas entre 1983-1990.[20]
- Frente Sandinista de Libertação Nacional (FSLN): capacetes capturados da Guarda Nacional da Nicarágua usados por guerrilheiros entre 1978-1979.
- Partido Nacionalista Social Sírio no Líbano: Usou capacetes capturados das Forças Libanesas, ESL e FDI entre 1983-1990.
- Exército do Sul do Líbano (ESL): Capacetes Orlite OR-201 Modelo 76 e Modelo 76-85 fornecidos por Israel e usados entre 1978-2000.